# Napule 'e notte
Napule 'e notte è il settimo album del cantante napoletano Tommy Riccio, pubblicato nel  1995.

## Tracce
1. Napule 'e notte
2. Sto venenno addu te - (con Ida Rendano)
3. Tre anne fa
4. Grazie mammà
5. Tu si...
6. Jeans, scarpette e giubbino
7. Ma comme si a guerra
8. Minigonna e russetto
9. Si t'aggia perdere accussì
10. Divorzierò